# Traversine - 50 chilometri a piedi da Fano a Urbino lungo la ferrovia Metaurense
Traversine - 50 chilometri a piedi da Fano a Urbino lungo la ferrovia Metaurense è un romanzo di viaggio, esordio letterario di Massimo Conti, edito da Aras Edizioni. Dal romanzo è stato tratto un racconto radiofonico, prodotto da Radio 3 e Teatrodelleisole di Pesaro, andato in onda nell'ottobre del 2014 nel programma Il Cantiere di Radio 3 e presentato da Filippo Timi.

## Descrizione
Il libro è uscito in due diverse edizioni: la prima nel marzo 2011, la successiva nell'ottobre dello stesso anno. Le due edizioni si differenziano sia per il diverso numero di pagine sia per le fotografie d’epoca che integrano il testo della seconda edizione. Cambiano anche la grafica e le immagini di copertina: a cura di Marcello Sparaventi la fotografia della prima uscita, scattata a San Lazzaro di Fossombrone nel febbraio 2011, mentre è di Claudio Ceroli la fotografia della seconda edizione scattata nel 1976 e che mostra una ALn 56 in attesa del via libera nella stazione di Fermignano (PU). I caratteri del titolo, in bianco su fondo nero di una bandella orizzontale a piè pagina, utilizzano un font tipografico che richiama, volutamente, i caratteri usati per la segnaletica dalle Ferrovie dello Stato negli anni ’70 e ’80.  La seconda edizione è arricchita da un’appendice fotografica di 27 immagini che raccontano la storia della ferrovia Metaurense dal 1911 al 1991, donate, in parte, dall’Associazione Ferrovia Val Metauro. La quarta di copertina include la riproduzione di un biglietto ferroviario di 2ª classe Fano-Urbino, appartenente al signor Walter Toni, una breve biografia dell’autore del libro, le recensione di Dagmara Bastianelli «Quando una intensa camminata si trasforma in una vera avventura nascono libri affascinanti come “Traversine”» e il commento dello storico Franco Battistelli.
Il romanzo è articolato come segue: un prologo, 12 capitoli, che corrispondono ad altrettante stazioni della linea ferroviaria ed i ringraziamenti. Il libro contiene inoltre il racconto, romanzato, di una giornata di un macchinista in servizio sulla Metaurense, inserito e messo in evidenza con l’utilizzo di un font diverso dal resto del testo e da una diversa impaginazione, frutto di sei ore d’intervista al ferroviere ora in pensione.
I capitoli sono contraddistinti da numeri romani:
- I. Stazione di Fano: la molla della mia irrequietezza
- II. Stazione di Cuccurano: il viaggio non è una semplice visita
- III. Stazione di Lucrezia: la geografia non è scrittura della terra
- IV. Stazione di Calcinelli: un’amabile malinconia
- V. Stazione Tavernelle: resistere alla gravità
- VI. Stazione di Montefelcino: i segnali di rallentamento devono essere rispettati passivamente
- VII. Stazione di Fossombrone: unghia s.f. Formazione cornea dell’epidermide
- VIII. Stazione di San Lazzaro: camminare è leggere
- IX. Stazione di Calmazzo: viaggiatore solitario
- X. Stazione di Canavaccio: al km. 37+396
- XI. Stazione di Fermignano: le gambe si danno il cambio
- XII. Stazione di Urbino: nel foglio di via è la fine dell’idea.

## Trama
L’autore a fine aprile del 2008 decide di percorrere, camminando sui binari, la ferrovia abbandonata Metaurense lungo la sua intera tratta da Fano a Urbino: un viaggio a piedi di due giorni con sosta, a circa metà strada, a Fossombrone.
La ferrovia dismessa dalle Ferrovie dello Stato, in seguito al “famoso” taglio dei rami secchi voluto dal ministro Signorile, è stata chiusa al traffico regolare di passeggeri agli inizi del 1987.
Questo romanzo picaresco è a metà strada tra un saggio e un diario di viaggio, una sorta di pellegrinaggio laico, narrativa on the road sulle tracce di un passato che ha sedimentato storie e plasmato uno dei più bei paesaggi del Centro Italia: la valle del Metauro.
A differenza dei grandi romanzi sulla frontiera americana Traversine esplora un microcosmo e lo fa avendo come guida, una sorta di moderno Virgilio, i 50 chilometri della ferrovia Metaurense. Ecco allora comparire nelle pagine del libro gli spettri di due soldati, un romano e un gallico, morti nella battaglia sul Metauro, che dialogano sul loro triste destino e sull’assurdità della guerra; la vita di mezzadri e avventizi alle prese con la penuria e la fame ma che con la loro fatica ci hanno lasciato in eredità un patrimonio di inestimabile valore di bellezze paesaggistiche; il lavoro delle donne negli essiccatoi del tabacco; gli abitanti del Borgo San Lazzaro travolti e uccisi da una frana proprio a ridosso della ferrovia. Il libro è anche un piccolo atto di denuncia contro la devastazione che la valle del Metauro sta subendo da anni: centinaia di ettari di campagna sacrificati alla sempre più insaziabile fame di terreni edificabili. Traversine da voce a quanti hanno lavorato sulle ferrovia o accanto ad essa: vite difficili allora come oggi; uomini chini sulla terra o in piedi già all’alba per guidare una Littorina, mandare avanti una stazione o controllare, metro su metro, l’integrità di binari e traversine.